# Ludwig August Mellin

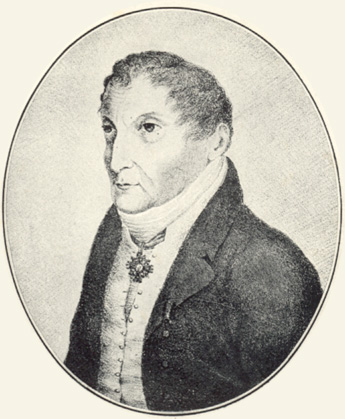
Ludwig August Mellin

Ludwig August Graf Mellin (* 12. Januarjul. / 23. Januar 1754greg. in Tuhala, heute Landgemeinde Kose, Kreis Harju, Estland; † 28. Februarjul. / 12. März 1835greg. in Riga, Livland) war ein deutschbaltischer Adliger und liberaler Politiker. Er war einer der bedeutendsten baltischen Kartographen seiner Zeit.

## Leben

### Frühe Jahre
Ludwig August Mellin wurde als achtes Kind des Grafen Carl Johann Mellin (1707–1775) und seiner Ehefrau Anna Gertrude von Staal (1723–1763) auf dem Rittergut der Familie in Tuhala (deutsch Toal) geboren. Die gründliche Bildung (u. a. Latein, Französisch, Mathematik und Astronomie) erhielt er vor allem von seinem Hauslehrer, dem Theologen Berend Johann Campmann.
Die russische Zarin Katharina II. bestimmte 1767 den begabten Jungen zum Begleiter der beiden in Bern lebenden Prinzen von Holstein-Gottorp, Wilhelm August und Peter Friedrich Ludwig, auf deren Grand Tour durch Europa. Mellin und die Prinzen verband eine enge Freundschaft. Ludwig August Mellin besuchte Deutschland, die Schweiz, Frankreich und Italien. Längere Zeit studierte er in Bologna. Für kurze Zeit besuchte er die Universität Göttingen. Prägend waren Mellins Begegnungen mit Albrecht von Haller, Friedrich dem Großen, ein dreitägiger Besuch bei Voltaire und eine Audienz bei Papst Clemens XIV.

### Militärzeit
Nach seiner Rückkehr ins Zarenreich trat Ludwig August Mellin 1773 in den russischen Militärdienst ein. 1774 nahm er am Krieg zwischen Russland und dem Osmanischen Reich teil. Ab der Mitte des folgenden Jahres diente er im Zeichenkontor des Generalquartiermeisters Bauer. Danach war er mit Unterbrechungen von 1773 bis 1883 in der topographischen Abteilung des russischen Generalstabs in Sankt Petersburg beschäftigt. Mellin wurde dort zum Experten für Kartographie.
Ludwig August Mellin heiratete im Juli 1781 die deutschbaltische Adlige Helena Augusta von Mengden-Altenwoga (1763–1812). Das Paar hatte drei Töchter. 1783 nahm er Abschied vom Militär.

### Politiker
Mellin zog in die livländische Hauptstadt Riga und ließ sich auf dem nahegelegenen Gutshof Bīriņi (deutsch Kolzen) nieder, den seine Frau in die Ehe gebracht hatte. Von dort aus engagierte er sich neben seinen vielfältigen wissenschaftlichen Tätigkeiten auch politisch. Mellin hatte in Livland wichtige Ämter inne: er war u. a. von 1783 bis 1786 Kreishauptmann von Riga und von 1786 bis 1795 Kreisrichter des Kreises Riga; 1795 wurde er Assessor des livländischen Gewissensgerichts. Von 1797 bis 1818 war Mellin livländischer Landrat sowie von 1804 bis 1807 Kirchspielsrichter mehrerer Kirchspiele und 1813 Livländischer Hofgerichtsrat.
Auf Betreiben von Zar Alexander I. wurde Mellin 1814 Mitglied der Rigaer Abteilung des livländischen Komitees für Bauernangelegenheiten. Dort engagierte er sich für eine Verbesserung der Lage der Landbevölkerung. Er trat für ein neues Agrargesetz ein und unterstützte die Reformparteien um den Landrat Friedrich Wilhelm von Sivers. Als ein der Landbevölkerung grundsätzlich wohlgesinnter liberaler Politiker unterstützte Mellin die Bauernbefreiung in Livland 1819.
Mellin arbeitete darauf hin, dem Bauernstand die Rekruten-Aussteuer und die Beiträge für öffentliche Bauten zu erleichtern. Einzelne Anliegen und Beschwerden der Bauern über ungerechte Behandlung durch Angehörige der Ritterschaft brachte Mellin bis nach Sankt Petersburg. Er kam schnell mit dem Landtag von Livland in Konflikt, vor allem mit den Mitgliedern der Livländischen Ritterschaft, die um ihre althergebrachten feudalistischen Privilegien fürchteten. Auf Druck der Ritterschaft musste er 1818 schließlich aus dem livländischen Landratskollegium austreten. Er blieb aber weiterhin politisch einflussreich.
Gemeinsam mit dem Generalsuperintendenten für Livland, Karl Gottlob Sonntag (1765–1827), leitete Mellin als weltlicher Vorsitzender und Direktor von 1796 bis 1831 das livländische Oberkonsistorium.
1835 starb er hochbetagt in Riga. Ludwig August Mellin liegt heute im lettischen Bīriņi begraben. Ein Gedenkstein im Park seines Geburtsorts Tuhala in Estland erinnert heute an ihn.

## Werke

### Atlas
1798 erschien in Riga der Hauptteil von Mellins kartographischem Hauptwerk, der Atlas von Lieffland oder von den beyden Gouvernementern und Herzogthümern Lieff- und Ehstland und der Provinz Oesel. Bereits ab 1794 wurden einige Blätter gedruckt. Anstoß für das Werk hatte der Besuch des damaligen russischen Großfürsten und spätere Zaren Paul im November 1782 in Riga gegeben, der das Fehlen präziser Militärkarten für Livland bemängelte. Mellin wurde mit der Arbeit betraut. Bei seiner Tätigkeit stellte er zahlreiche Unrichtigkeiten auf bestehenden Karten fest. Von 1791 bis 1798 arbeitete Mellin intensiv am Atlas. Er hatte über 200 örtliche freie Mitarbeiter und bereiste zur Vermessung selbst Teile des Landes. Er nutzte auch astronomische Beobachtungen.
Der Atlas wurde 1798 und 1810 in Blättern auch in Leipzig nachgedruckt. Der von Mellin herausgegebene Atlas war zur Vervollständigung von August Wilhelm Hupels (1737–1819) Topograpischen Nachrichten von Lief- und Ehstland gedacht. Er war in der ersten Hälfte des 19. Jahrhunderts das beste und detaillierteste Kartenwerk der Region.
Der Atlas enthält eine Übersichtskarte und 14 Karten der Kreise Livlands, Estlands und der Insel Saaremaa im Maßstab 1:200.000, davon vier im heutigen Lettland und zehn im heutigen Estland. Mellin fasst in seinem Werk detailliert und mit größter Genauigkeit das gesamte kartographische Wissen seiner Zeit über die Region zusammen.
Neben der Küstenlinie, den Inseln und Ortschaften enthält der Atlas auch detaillierte Angaben zu Ortschaften (befestigte Stadt, offene Stadt, Schloss, zerstörtes Schloss, Gut, Viehhof, Dorf), wichtigen Gebäuden (Pfarrkirche, Kapelle, Pfarrhof, Schenke, Grenzstation, Mühle), Infrastruktur (Hafen, Leuchtturm, Poststraße, große Landstraße, Kirchenkommunikationsweg), Topographie (Wald, Morast, Sand, See, Meeresklippen), Verwaltungsgrenzen und Geschichte („Schlachtfeld“). Ein dekoratives Beiwerk (Kartuschen, Wappen und einige Stadtansichten) rundet den Atlas ab. Die Legende ist parallel in deutscher und französischer Sprache verfasst. Der Maßstab wird in Werst, livländischen Meilen und gemeinen deutschen Meilen angegeben.

### Weitere Werke
Darüber hinaus hat Ludwig August Mellin zu den unterschiedlichsten Themen Forschungsarbeiten verfasst, u. a. zu den alten Festungen in Estland und Lettland, der Elektrizität und dem Magnetismus sowie zu praktischen Fragen wie dem „Gebrauch der Pferde und Ochsen beim Pflügen“, „Über die Behandlung des Korn und vorzüglich des Korndörrens in unseren Gegenden“ (Bern 1786) und „Versuch die Ziegeldächer dauerhafter zu machen“ (1805).
Teilweise verfasste er Kuriosa wie „Zwey Frauenspersonen heirathen einander, eine livländische Anecdote“ (Leipzig 1798), „Nachricht von dem aufgefundenen Grabstein des Apostels Petrus“ (1827) und seine Schrift „Über eingemauert gefundene Menschen“.
In den 1810er Jahren arbeitete er am wichtigsten Aufklärungsorgan der baltische Provinzen, den Nordischen Miscellaneen, mit.
Mellins literarisches Vermächtnis ist Das Quodlibet, eine Posse in fünf Aufzügen mit Gesängen und Chören. Sie ist in einem Autograph vom Januar 1804 mit der von Mellin selbst gesetzten Musik überliefert. Das Stück wurde nie gedruckt.